# Rudolf Bauer
Rezső (Rudolf) Bauer (Boedapest, 2 januari 1879 – Sósér, 9 november 1932) was een Hongaarse atleet, die gespecialiseerd was in het discuswerpen. Hij werd olympisch kampioen in deze discipline.

## Loopbaan
Op de Olympische Spelen van 1900 in Parijs won Bauer een gouden medaille bij het discuswerpen. Met een verste worp van 36,04 m, een olympisch record, versloeg hij de Tsjecho-Slowaak František Janda-Suk (zilver) en de Amerikaan Richard Sheldon (brons). Het was voor de discuswerpers in Parijs een kwestie van bijzonder goed mikken, want er bevonden zich verschillende hoge bomen in de werpsector.
Het was de laatste keer dat Bauer een discus aanraakte, want nadien wierp de Hongaar zich op de roeisport.

## Titels
- Olympisch kampioen discuswerpen - 1900

## Palmares

### discuswerpen
- 1900:  OS - 36,04 m (OR)

1896: Bob Garrett ·
1900: Rudolf Bauer ·
1904: Martin Sheridan ·
1906: Martin Sheridan ·
1908: Martin Sheridan ·
1912: Armas Taipale ·
1920: Elmer Niklander ·
1924: Bud Houser ·
1928: Bud Houser ·
1932: John Anderson ·
1936: Ken Carpenter ·
1948: Adolfo Consolini ·
1952: Sim Iness ·
1956: Al Oerter ·
1960: Al Oerter ·
1964: Al Oerter ·
1968: Al Oerter ·
1972: Ludvík Daněk ·
1976: Mac Wilkins ·
1980: Viktor Rasjtsjoepkin ·
1984: Rolf Danneberg ·
1988: Jürgen Schult ·
1992: Romas Ubartas ·
1996: Lars Riedel ·
2000: Virgilijus Alekna ·
2004: Virgilijus Alekna ·
2008: Gerd Kanter ·
2012: Robert Harting ·
2016: Christoph Harting ·
2020: Daniel Ståhl ·
2024: Rojé Stona